# Плерен (кантон)
Плере́н (фр. Plérin) — кантон во Франции, находится в регионе Бретань, департамент Кот-д’Армор. Входит в состав округа Сен-Бриё.

## История
Кантон образован в 1982 году. До 2015 года в состав кантона входили коммуны:
| Коммуна  | Население, чел. (1999) | Почтовый индекс | Код INSEE |
| -------- | ---------------------- | --------------- | --------- |
| Плерен   | 12 512                 | 22190           | 22187     |
| Пордик   | 5 176                  | 22590           | 22251     |
| Тремюзон | 1 684                  | 22440           | 22372     |

В результате реформы 2015 года состав кантона был изменен; в него вошла коммуна Тремелуар упраздненного кантона Шателодрен.
С 1 января 2016 года состав кантона снова изменился: коммуна  Тремелуар вошла в состав коммуны Пордик.

## Состав кантона с 1 января 2016 года
В состав кантона входят коммуны (население по данным Национального института статистики за 2019 г.):
- Плерен (14 309 чел.)
- Пордик (7 300 чел.)
- Тремюзон (2 148 чел.)

## Население
| 1982   | 1990   | 1999   | 2006   | 2016   |
| ------ | ------ | ------ | ------ | ------ |
| 16 015 | 18 225 | 19 372 | 20 796 | 22 980 |

## Политика
На президентских выборах 2022 г. жители кантона отдали в 1-м туре Эмманюэлю Макрону 35,4 % голосов против 20,2 % у Жана-Люка Меланшона и 17,6 % у Марин Ле Пен; во 2-м туре в кантоне победил Макрон, получивший 71,0 % голосов. (2017 год. 1 тур: Эмманюэль Макрон – 32,0 %, Жан-Люк Меланшон – 20,4 %, Франсуа Фийон – 19,3 %, Марин Ле Пен – 13,4 %; 2 тур: Макрон – 79,0 %. 2012 год. 1 тур: Франсуа Олланд — 32,2 %, Николя Саркози — 24,8 %, Жан-Люк Меланшон — 12,5 %; 2 тур: Олланд — 58,2 %).
С 2021 года кантон в Совете департамента Кот-д’Армор представляют первый вице-мэр города Плерен Жан-Мари Бенье (Jean-Marie Benier) (Социалистическая партия) и торговый работник из города Пордик Натали Новак (Nathalie Nowak) (Европа Экология Зелёные).
|                | Кандидаты                   | Партия                   | Первый тур | Первый тур     | Второй тур | Второй тур |
| Кол-во голосов | Кандидаты                   | Партия                   | % голосов  | Кол-во голосов | % голосов  |            |
| -------------- | --------------------------- | ------------------------ | ---------- | -------------- | ---------- | ---------- |
|                | Жан-Мари Бенье Натали Новак | Левый блок — Зелёные     | 2 909      | 41,10          | 3 716      | 50,12      |
|                | Ален Кадек Моник Ле Ве      | Разные правые            | 2 868      | 40,52          | 3 698      | 49,88      |
|                | Сильви Пешо Бертран Урдель  | Национальное объединение | 899        | 12,70          |            |            |
|                | Эрве Дени Франсуаза Гажо    | Крайне левые             | 402        | 5,68           |            |            |

|                | Кандидаты                           | Партия                  | Первый тур | Первый тур     | Второй тур | Второй тур |
| Кол-во голосов | Кандидаты                           | Партия                  | % голосов  | Кол-во голосов | % голосов  |            |
| -------------- | ----------------------------------- | ----------------------- | ---------- | -------------- | ---------- | ---------- |
|                | Ален Кадек Моник Ле Ве              | Правый блок             | 3 466      | 34,64          | 4 983      | 50,25      |
|                | Роман Кердраон Андре Керлегер-Виужа | Социалистическая партия | 3 532      | 35,30          | 4 933      | 49,75      |
|                | Сандрин Мадек Габриэль Монфор       | Национальный фронт      | 1 762      | 17,61          |            |            |
|                | Мишель Карме Дидье Флажюль          | Левый фронт             | 1 245      | 12,44          |            |            |